# روي كالفرت
روي كالفرت (بالإنجليزية: Roy Calvert)‏ هو عسكري نيوزيلندي، ولد في 31 أكتوبر 1913 في كامبريدج في نيوزيلندا، وتوفي في 26 مارس 2002.